# Кобзівська сільська рада
Ко́бзівська сільська́ ра́да — адміністративно-територіальна одиниця та орган місцевого самоврядування у Красноградському районі Харківської області. Адміністративний центр — село Кобзівка.

## Загальні відомості
- Кобзівська сільська рада утворена в 1992 році.
- Територія ради: 37,963 км²
- Населення ради: 1 540 осіб (станом на 2001 рік)
- Територією ради протікає річка Вошива.

## Населені пункти
Сільській раді були підпорядковані населені пункти:
- с. Кобзівка
- с. Кобзівка Друга
- с-ще Дружба
- с. Новопавлівка
- с. Одрадівка
- с. Шкаврове

## Склад ради
Рада складалася з 16 депутатів та голови.
- Голова ради: Лугова Людмила Миколаївна
- Секретар ради: Ковчак Світлана Василівна

### Керівний склад попередніх скликань
| Прізвище, ім'я, по батькові       | Основні відомості                                                                       | Дата обрання | Дата звільнення |
| --------------------------------- | --------------------------------------------------------------------------------------- | ------------ | --------------- |
| Клиновський Станіслав Олексійович | Сільський голова, 1953 року народження, безпартійний                                    | 26.03.2006   | 01.02.2008      |
| Мокрошин Володимир Костянтинович  | Сільський голова, 1973 року народження, безпартійний                                    | 01.06.2008   | 31.10.2010      |
| Лугова Людмила Миколаївна         | Сільський голова, 1959 року народження, освіта середня спеціальна, член Партії регіонів | 31.10.2010   |                 |

Примітка: таблиця складена за даними сайту Верховної Ради України

### Депутати
За результатами місцевих виборів 2010 року депутатами ради стали:

#### За суб'єктами висування
| Суб'єкт висування                                       | Кількість обраних депутатів | %    |
| ------------------------------------------------------- | --------------------------- | ---- |
| Самовисування                                           | 10                          | 62,5 |
| Народна партія                                          | 2                           | 12,5 |
| Політична партія Всеукраїнське об'єднання «Батьківщина» | 2                           | 12,5 |
| Аграрна партія України                                  | 1                           | 6,3  |
| Партія регіонів                                         | 1                           | 6,3  |

#### За округами
| № округу                                                | Прізвище, ім'я, по батькові       | Дата визнання обраним | Освіта             | Партійна приналежність                        | Відомості про обраного депутата                 |
| ------------------------------------------------------- | --------------------------------- | --------------------- | ------------------ | --------------------------------------------- | ----------------------------------------------- |
| Аграрна партія України                                  |                                   |                       |                    |                                               |                                                 |
| 2                                                       | Клиновська Алла Анатоліївна       | 08.11.2010            | середня спеціальна | член Аграрної партії України                  | ПАОП «Промінь», головний бухгалтер              |
| Народна Партія                                          |                                   |                       |                    |                                               |                                                 |
| 15                                                      | Рубан Валентина Олександрівна     | 08.11.2010            | середня            | член Народної партії                          | тимчасово не працює                             |
| 16                                                      | Аветісова Любов Василівна         | 08.11.2010            | середня спеціальна | член Народної партії                          | Дружбівський сільський клуб, завідувачка        |
| Партія регіонів                                         |                                   |                       |                    |                                               |                                                 |
| 5                                                       | Данелащук Алла Миколаївна         | 27.12.2010            | вища               | член Партії регіонів                          | Кобзівська сільська рада, головний бухгалтер    |
| Політична партія Всеукраїнське об'єднання «Батьківщина» |                                   |                       |                    |                                               |                                                 |
| 1                                                       | Слабинська Світлана Анатоліївна   | 08.11.2010            | вища               | член Всеукраїнського об'єднання «Батьківщина» | Кобзівський НВК, вчитель                        |
| 11                                                      | Зубик Наталія Володимирівна       | 08.11.2010            | вища               | член Всеукраїнського об'єднання «Батьківщина» | тимчасово не працює                             |
| Самовисування                                           |                                   |                       |                    |                                               |                                                 |
| 3                                                       | Хвесик Олена Павлівна             | 08.11.2010            | середня спеціальна | член Всеукраїнського об'єднання «Батьківщина» | ПАОП «Промінь», продавець                       |
| 4                                                       | Мирончик Андрій Іванович          | 08.11.2010            | вища               | позапартійний                                 | Кобзівський НВК, вчитель                        |
| 6                                                       | Ковтун Людмила Дмитрівна          | 08.11.2010            | середня спеціальна | позапартійна                                  | ПАОП «Промінь», кухар                           |
| 7                                                       | Білокінь Галина Анатоліївна       | 08.11.2010            | середня спеціальна | позапартійна                                  | ПАОП «Промінь», бухгалтер                       |
| 8                                                       | Лебединська Олександра Вікторівна | 08.11.2010            | середня спеціальна | позапартійна                                  | ПАОП «Промінь», касир                           |
| 9                                                       | Миргородський Геннадій Вікторович | 08.11.2010            | середня            | член Партії регіонів                          | ПАОП «Промінь», водій                           |
| 10                                                      | Ковчак Світлана Василівна         | 08.11.2010            | середня спеціальна | позапартійна                                  | Кобзівська сільська рада, секретар              |
| 12                                                      | Шолом Олена Миколаївна            | 08.11.2010            | вища               | член Партії регіонів                          | ПАОП «Промінь», заступник директора по торгівлі |
| 13                                                      | Рябокінь Людмила Володимирівна    | 08.11.2010            | вища               | позапартійна                                  | ПАОП «Промінь», бухгалтер                       |
| 14                                                      | Донченко Світлана Анатоліївна     | 08.11.2010            | середня спеціальна | член Партії регіонів                          | ПАОП «Промінь», бухгалтер                       |

## Населення
За переписом населення України 2001 року в сільській раді мешкало 1526 осіб.

### Мова
Розподіл населення за рідною мовою за даними перепису 2001 року:
| Мова       | Відсоток |
| ---------- | -------- |
| українська | 92,66 %  |
| російська  | 6,82 %   |
| молдовська | 0,26 %   |
| білоруська | 0,19 %   |
| вірменська | 0,06 %   |